# Даласи
Дала́си — денежная единица Гамбии. Один даласи равен 100 бутутам. Код ISO 4217 — GMD.

## Этимология
Термин «даласи» является производным от слова «доллар» и первоначально означал «5 франков». Пять франков жерминаль по содержанию серебра примерно соответствовали одному пиастру (испанскому доллару); обе эти денежные единицы были очень распространены в Западной Африке.
В языке манинка, распространённом в Гвинее, слово «даласи» означает один гвинейский франк. Это связано с тем, что до обретения независимости даласи в Гвинее, как и везде во Французской Западной Африке, означало сначала пять французских франков, затем пять франков КФА. В 1960 году, став независимым государством, Гвинея ввела свой собственный, гвинейский франк (обмен производится в соотношении 1:1). При этом за пятью франками Гвинеи название «даласи» сохранилось. В 1972 году гвинейский франк был заменен новой валютой — сили (обмен производился в соотношении 10:1). Теперь слово «даласи» стало эквивалентом одного сили. Когда в 1986 году сили был вновь заменён гвинейским франком в соотношении 1:1, даласи стал обозначать один гвинейский франк.

## Монеты
В 1971 году введены монеты номиналами 1, 5, 10, 25 и 50 бутутов и 1 даласи. Рисунки реверса монет трёх более высоких номиналов повторяют дизайн монет предыдущей денежной единицы — гамбийского фунта. В 1987 году к монетному ряду добавился номинал 1 даласи.
Только монеты 25, 50 бутутов и 1 даласи остаются сейчас в обращении, хотя в 1998 году выпущены новые монеты номиналом 1, 5 и 10 бутутов[уточнить].
| Изображение | Номинал    | Диаметр (мм) | Толщина (мм) | Масса (г)            | Материал             | Годы выпуска |
| ----------- | ---------- | ------------ | ------------ | -------------------- | -------------------- | ------------ |
|             | 1 бутут    | 17,5         | 1,2          | 1,55                 | сталь, плак. медью   | 1998         |
|             | 5 бутутов  | 20,4         | 1,6          | 3,2                  | сталь, плак. медью   | 1998         |
|             | 10 бутутов | 26           | 1,5          | 5,6                  | сталь, плак. латунью | 1998         |
|             | 25 бутутов | 24           | 1,55         | 5                    | медь+никель          | 1998         |
| 23,6        | 25 бутутов | 4,9          | 1,55         | сталь, плак. никелем | 2014                 |              |
|             | 50 бутутов | 28,5         | н/д          | 9,9                  | медь+никель          | 1998         |
| 2,2         | 50 бутутов | 28,5         | 10           | сталь, плак. никелем | 2008 2011 2014 2016  |              |
|             | 1 даласи   | 28           | 1,7          | 8,81                 | медь+никель          | 1998         |
| 2,2         | 1 даласи   | 28           | 8,67         | сталь, плак. никелем | 2008 2011 2014 2016  |              |

## Банкноты
В серии 2001 года были выпущены банкноты номиналом 5, 10, 25, 50 и 100 даласи. Банкнота в 1 даласи, выпускавшаяся в период 1971—1987 годов, более не выпускается. В обращении использовались также банкноты, выпущенные в период с 1996 по 2001 год.
27 июля 2006 Центральный банк Гамбии объявил о разработке дизайна новых банкнот. В серии банкнот 2006 года были выпущены банкноты номиналом в 5, 10, 25, 50 и 100 даласи. В феврале 2015 года банк объявил о выпуске новой серии, банкнот. Банкноты образца 2015 года были выпущены номиналами в 5, 10, 20, 50, 100 и 200 даласи.
| Серия 2006 года | Серия 2006 года   | Серия 2006 года  | Серия 2006 года | Серия 2006 года                 | Серия 2006 года                          | Серия 2006 года                          |
| Изображение     | Изображение       | Номинал (даласи) | Размеры (мм)    | Основные цвета                  | Описание                                 | Описание                                 |
| Лицевая сторона | Оборотная сторона | Номинал (даласи) | Размеры (мм)    | Основные цвета                  | Лицевая сторона                          | Оборотная сторона                        |
| --------------- | ----------------- | ---------------- | --------------- | ------------------------------- | ---------------------------------------- | ---------------------------------------- |
|                 |                   | 5                | 132×69          | красный                         | гамбийская девочка, гигантский зимородок | пастух со стадом крупного рогатого скота |
|                 |                   | 10               | 138×72          | зелёный                         | Гамбийский мальчик, священный ибис       | Здание Центрального банка                |
|                 |                   | 25               | 144×75          | сине-зелёный                    | Гамбийский мужчина, карминовый пчелоед   | Здание Национальной ассамблеи            |
|                 |                   | 50               | 150×78          | коричневый, фиолетовый          | гамбийская женщина, райский удод         | кольца камней-мегалитов в Сенегамбии     |
|                 |                   | 100              | 156×82          | коричневый, зелёный, фиолетовый | пожилой гамбиец, попугай                 | мемориальная арка в Банжуле              |

| Банкноты гамбийского даласи (выпуск 2015 года «Яхья Джамме») | Банкноты гамбийского даласи (выпуск 2015 года «Яхья Джамме») | Банкноты гамбийского даласи (выпуск 2015 года «Яхья Джамме») | Банкноты гамбийского даласи (выпуск 2015 года «Яхья Джамме») | Банкноты гамбийского даласи (выпуск 2015 года «Яхья Джамме») | Банкноты гамбийского даласи (выпуск 2015 года «Яхья Джамме»)                                                                                      | Банкноты гамбийского даласи (выпуск 2015 года «Яхья Джамме») | Банкноты гамбийского даласи (выпуск 2015 года «Яхья Джамме») |
| Изображение                                                  | Изображение                                                  | Номинал (даласи)                                             | Размер (мм)                                                  | Основной цвет                                                | Описание | Описание                                                     | Год выпуска                                                  |
| Аверс                                                        | Реверс                                                       | Номинал (даласи)                                             | Размер (мм)                                                  | Основной цвет                                                | Аверс | Реверс                                                       | Год выпуска                                                  |
| ------------------------------------------------------------ | ------------------------------------------------------------ | ------------------------------------------------------------ | ------------------------------------------------------------ | ------------------------------------------------------------ | --- | ------------------------------------------------------------ | ------------------------------------------------------------ |
|                                                              |                                                              | 5 Даласи                                                     | 125 x 62                                                     | Красный                                                      | Гигантский зимородок; Президент Шейх профессор Альхаджи доктор Яхья Абдул-Азиз Джемус Джанкунг Джамме (ранее Яхья Альфонс Джемус Джебулай Джамме) | Крупный рогатый скот                                         | 2015                                                         |
|                                                              |                                                              | 10 даласи                                                    | 127 x 65                                                     | Зеленый                                                      | Священный ибис; Президент Шейх профессор Альхаджи доктор Яхья Абдул-Азиз Джемус Джанкунг Джамме (ранее Яхья Альфонс Джемус Джебулай Джамме)       | Штаб-квартира Центрального банка Гамбии, Банжул              | 2015                                                         |
|                                                              |                                                              | 20 даласи                                                    | 130 x 67                                                     | Синий                                                        | Карминовый пчелоед; Президент Шейх профессор Альхаджи доктор Яхья Абдул-Азиз Джемус Джанкунг Джамме (ранее Яхья Альфонс Джемус Джебулай Джамме)   | Дом правительства, Банжул                                    | 2015                                                         |
|                                                              |                                                              | 50 даласи                                                    | 133 x 71                                                     | Светло-фиолетовый                                            | Птицы-удоды; Президент Шейх профессор Альхаджи доктор Яхья Абдул-Азиз Джемус Джанкунг Джамме (ранее Яхья Альфонс Джемус Джебулай Джамме)          | Каменные круги Вассу                                         | 2015                                                         |
|                                                              |                                                              | 100 даласи                                                   | 137 x 75                                                     | Голубой                                                      | Сенегальский попугай, Президент Шейх профессор Альхаджи доктор Яхья Абдул-Азиз Джемус Джанкунг Джамме (ранее Яхья Альфонс Джемус Джебулай Джамме) | Памятник Арке 22, Банжул                                     | 2015                                                         |
|                                                              |                                                              | 200 даласи                                                   | 140 x 77                                                     | Светло-коричневый                                            | Президент Шейх профессор Альхаджи доктор Яхья Абдул-Азиз Джемус Джанкунг Джамме (ранее Яхья Альфонс Джемус Джебулай Джамме)                       | Международный аэропорт Банжул                                | 2015                                                         |

| Банкноты гамбийского даласи (выпуски 2019 года «Птицы») | Банкноты гамбийского даласи (выпуски 2019 года «Птицы») | Банкноты гамбийского даласи (выпуски 2019 года «Птицы») | Банкноты гамбийского даласи (выпуски 2019 года «Птицы») | Банкноты гамбийского даласи (выпуски 2019 года «Птицы») | Банкноты гамбийского даласи (выпуски 2019 года «Птицы») | Банкноты гамбийского даласи (выпуски 2019 года «Птицы») | Банкноты гамбийского даласи (выпуски 2019 года «Птицы») |
| Изображение                                             | Изображение                                             | Номинал (даласи)                                        | Размер (мм)                                             | Основной цвет                                           | Описание                                                | Описание                                                | Год выпуска                                             |
| Аверс                                                   | Реверс                                                  | Номинал (даласи)                                        | Размер (мм)                                             | Основной цвет                                           | Аверс                                                   | Реверс                                                  | Год выпуска                                             |
| ------------------------------------------------------- | ------------------------------------------------------- | ------------------------------------------------------- | ------------------------------------------------------- | ------------------------------------------------------- | ------------------------------------------------------- | ------------------------------------------------------- | ------------------------------------------------------- |
|                                                         |                                                         | 5 Даласи                                                | 125 x 62                                                | Красный                                                 | Гигантский зимородок; Герб Гамбии                       | Крупный рогатый скот                                    | 2019                                                    |
|                                                         |                                                         | 10 даласи                                               | 127 x 65                                                | Зеленый                                                 | Птицы; Герб Гамбии                                      | Паром «Кинта Кинтех»                                    | 2019                                                    |
|                                                         |                                                         | 20 даласи                                               | 130 x 67                                                | Синий                                                   | Птицы; Герб Гамбии                                      | Сельскохозяйственная машина                             | 2019                                                    |
|                                                         |                                                         | 50 даласи                                               | 133 x 70                                                | Фиолетовый                                              | Птицы; Герб Гамбии                                      | Каменные круги Вассу                                    | 2019                                                    |
|                                                         |                                                         | 100 даласи                                              | 136 x 74                                                | Голубой                                                 | Коронованные журавли; Герб Гамбии                       | Рыбаки                                                  | 2019                                                    |
|                                                         |                                                         | 200 даласи                                              | 139 x 78                                                | Желтый                                                  | Птицы; Герб Гамбии                                      | Посадка риса                                            | 2019                                                    |